# 拉斯米納斯山

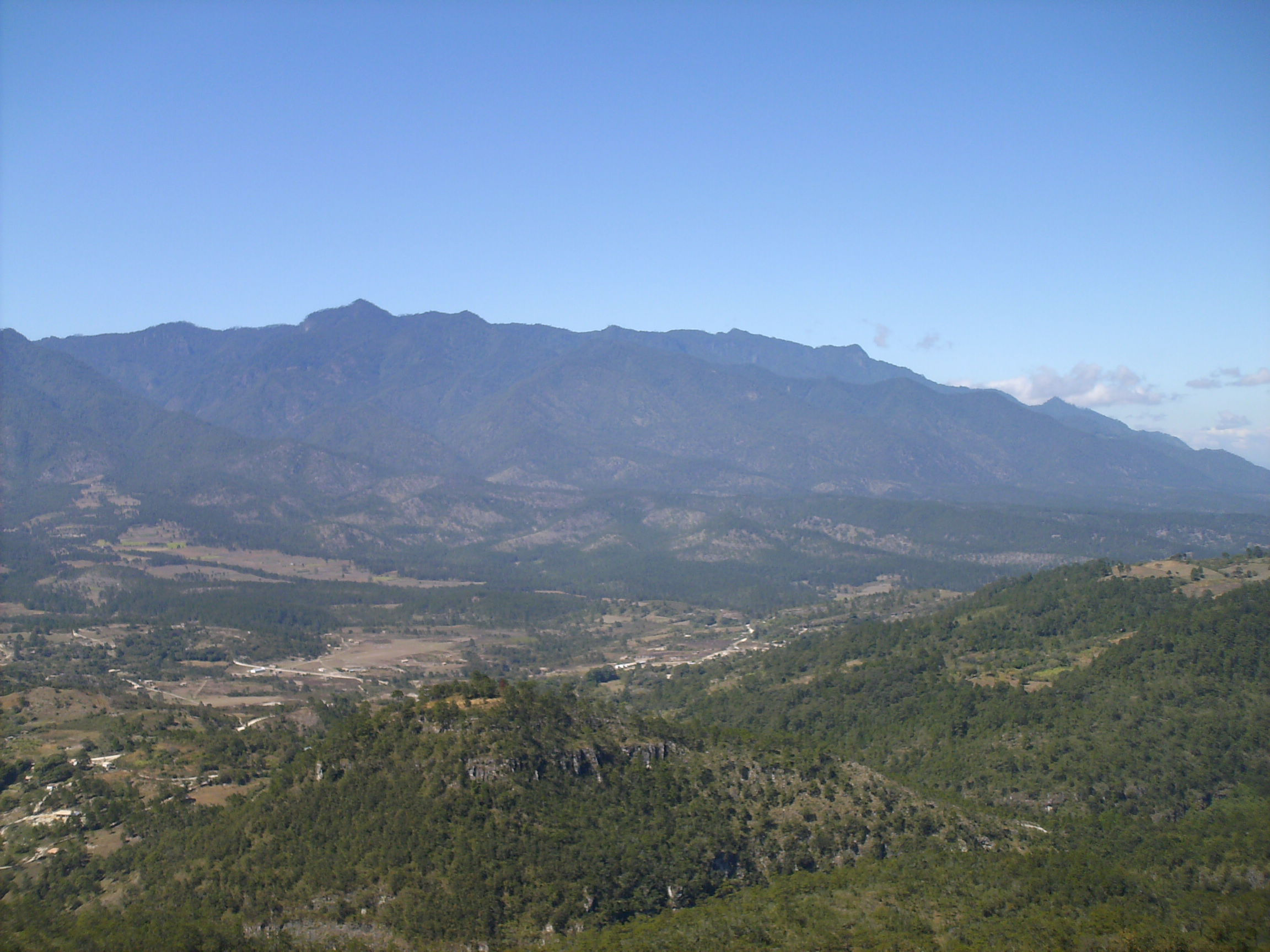

14°32′03″N 88°40′48″W / 14.53417°N 88.68000°W
拉斯米納斯山（西班牙語：Cerro Las Minas），是洪都拉斯的山峰，位於該國西部，由倫皮拉省負責管轄，海拔高度2,870米，是該國最高的山峰，該山峰是一座火山。